# Hallaröds kyrka
Hallaröds kyrka är en kyrkobyggnad i Hallaröd. Den är församlingskyrka i Höörs församling i Lunds stift.

## Kyrkobyggnaden

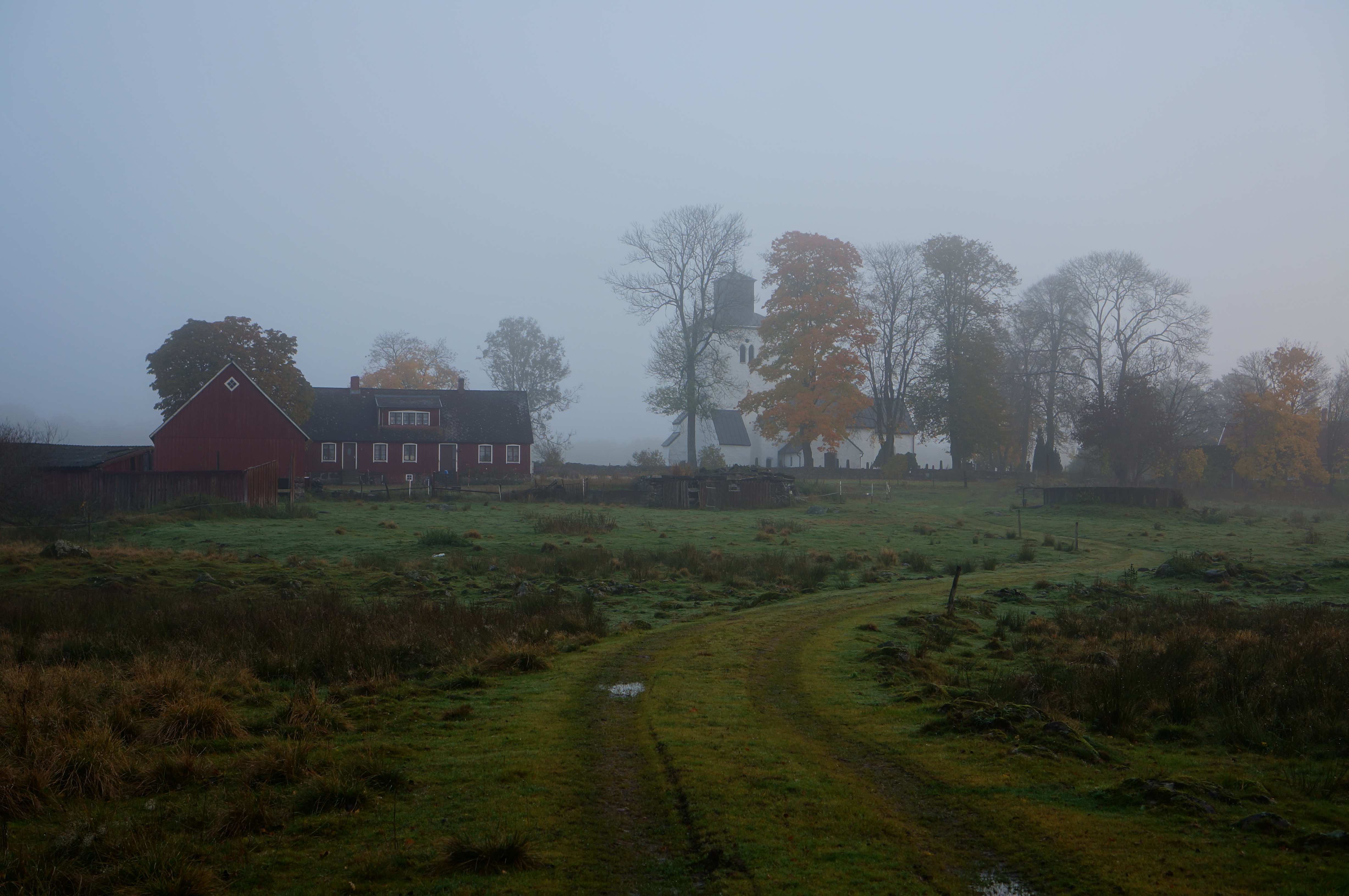
Hallaröds kyrka i oktober.

Kyrkan byggdes ursprungligen under 1100-talets senare del i romansk stil. Då bestod den i vanlig ordning av långhus, kor och absid. Under senare medeltiden byggdes det kraftiga försvarstornet och man välvde kyrkan. År 1834 revs absiden och valven i långhuset och en korsarm byggdes i norr. År 1953 byggde man upp långhusvalven igen. I koret finns målningar från 1500-talet.
Kyrkogården inhägnas av en kallmur.

## Inventarier
Altarskåpet innehåller ekfigurer från ett äldre altarskåp från 1400-talet.
Dopfunten är huggen i sandsten på medeltiden. Tillhörande dopfat är från 1500-talet.
I kyrkan finns ett medeltida triumfkrucifix. Det kommer ursprungligen från kyrkan, men deponerades på Lunds universitets historiska museum fram till 1985 då den återbördades.
En altarpredikstol i empirestil är tillverkad 1834. 1953 flyttades altarpredikstolen till norra korsarmen. Nuvarande predikstol är tillverkad 1953 efter äldre förebild.
Ovanför predikstolen finns en solsymbol med de hebreiska bokstäverna JHWH, det vill säga tetragrammet eller tetragrammaton. Det står för Guds egennamn i Bibeln och uttalas på svenska Jahve eller Jehova.

### Orgel
- Den nuvarande orgeln byggdes 1895 av Salomon Molander & Co, Göteborg och är en mekanisk orgel med fasta kombinationer. 1973 renoverades orgeln av J. Künkels Orgelverkstad AB, Lund.

| Manual        | Pedal   |
| Borduna 16´   | Bihängd |
| Principal 8´  |         |
| Gedakt 8´     |         |
| Salicional 8' |         |
| Octava 4'     |         |
| Spetsflöjt 4' |         |
| Kvint 2 2/3'  |         |
| Octava 2'     |         |

## S:t Olof
I nära anslutning till kyrkan finns S:t Olofs källa. Källan och kyrkan var under medeltiden ett centrum för Sankt Olofskulten och en därtill hörande marknad. Vid 1700-talets mitt överflyttades marknaden till Hörby. Under medeltiden var Hallaröds kyrka och helgedomen till S:t Olof en av Skånes mest besökta vallfartsorter med pilgrimer från hela Skandinavien. Enligt ett vittnesmål från 1573 kom det så mycket människor att prästen fick hålla mässan ute på kyrkbacken.